# Abominación Adolescente
Abominación Adolescente es un personaje ficticio que aparece en los cómics estadounidenses publicados por Marvel Comics. Él es un homólogo adolescente de la Abominación e hijo de Happy Hogan.

## Historial de publicaciones
Abominación Adolescente apareció por primera vez en Superior Iron Man # 1 y fue creado por Tom Taylor y Yıldıray Çınar. Originalmente fue creado como un personaje de broma y se lo llamó "Teen Man-Thing".

## Biografía del personaje ficticio
Jamie Carlson es hijo de una científica de Industrias Stark llamada Katrina Carlson. Un día, cuando tenía cinco años, Jamie Carlson se enfermó y Katrina lo llevó a su trabajo en Industrias Stark, ya que no podía encontrar a alguien que cuidara a Jamie mientras estaba fuera. Esto sucedió el mismo día de la demostración de un equipo alimentado por gamma. Cuando se realizó la prueba del equipo alimentado por gamma, el dispositivo sufrió un mal funcionamiento y explotó. El accidente llevó a Katrina a ser despedida por Tony Stark. Sin que nadie lo supiera, Jamie había estado expuesto a la radiación gamma. Cuando tenía trece años, Jamie fue intimidado por otros adolescentes donde rompieron su patineta. Regresó a su casa y su madre trató de consolarlo. Sin embargo, los intentos de Katrina frustraron a Jamie aún más y se transformó en una criatura parecida a la Abominación. El daño físico a la casa que causó después de la transformación resultó en una explosión que mató a Katrina.
Durante la historia de AXIS, Iron Man (cuya personalidad había sido invertida por un hechizo de inversión utilizado en la forma Red Onslaught de Red Skull) y She-Hulk luchaban contra Abominación Adolescente cuando él fue en un alboroto en San Francisco. Fue derrotado por Iron Man y She-Hulk.
Abominación Adolescente fue encarcelado, pero luego se liberó y fue a Isla Stark para luchar contra Iron Man nuevamente. Iron Man lo confrontó donde Abominación Adolescente exigió a Stark que lo escuchara. Después de que le preguntaran qué quería, Abominación Adolescente respondió que había intentado con Extremis, pero no funcionó en él y quería que Iron Man lo ayudara. Iron Man declaró que podía usarlo.
Jamie comenzó a vivir en la Isla Stark en secreto de todos los demás, donde Stark investigaría su condición.
Mientras Iron Man experimentaba con Jamie, le contó la historia de su vida. Los resultados de la investigación de Tony Stark llevaron al descubrimiento de que el padre de Jamie había sido el antiguo empleado de Tony, Happy Hogan.
Cuando Pepper Potts y la I.A. de Tony Stark intentaron ayudar al Tony Stark invertido a volver a su estado normal, tomaron a Abominación Adolescente bajo su custodia. Cuando Iron Man se enfrentó a Pepper y a la I.A. de Tony Stark en la sede de Resilient en Nueva York, Abominación Adolescente se puso del lado de Pepper Potts. Iron Man reveló a Abominación Adolescente que recientemente había descubierto que Katrina Carlson no estaba muerta, pero que había sufrido un traumatismo craneal grave y se estaba recuperando en un hospital. Esto provocó que Abominación Adolescente se transformara nuevamente en Jamie Carlson.
En algún momento, Abominación Adolescente fue secuestrado por una organización no identificada que fusionó un chip electrónico en su cráneo que lo controlaba para ser una máquina sin sentido para la destrucción. Comenzaron haciendo que Abominación Adolescente atacara el aeropuerto de Oakland. Fue confrontado por los operativos de S.T.A.K.E., Martin Reyna, la forma de zombi de Jasper Sitwell y un avanzado Life Model Decoy de Dum Dum Dugan. Dugan detectó el chip en el cráneo de Abominación Adolescente y le ordenó a Sitwell que disparara una bala que penetrara el cráneo de Jamie lo suficiente como para destruirlo. S.T.A.K.E. luego lo llevó para ayudarlo a recuperarse. También se reveló durante este tiempo que su madre todavía se está recuperando donde está volviendo a aprender cómo hablar, entre otras cosas que deben volverse a aprender.
Como parte del evento All-New, All-Different Marvel, Abominación Adolescente apareció como miembro de los Comandos Aulladores de S.T.A.K.E.
Abominación Adolescente estaba con los Comandos Aulladores en el momento en que trabajaron con Viejo Logan para rescatar a Júbilo de Drácula. Más tarde fue reclutado involuntariamente por Cassandra Nova para su causa. Sin autocontrol, Jamie fue enviado a aplastar Atlantis, sin embargo, el equipo Rojo pudo someterlo y desactivar el Sentinite que Cassandra había implantado en el cerebro de Jamie para convertirlo en una máquina que odia a los mutantes.

## Poderes y habilidades
Abominación Adolescente tiene todos los poderes de Emil Blonsky, pero en menor medida.